# Carmélites de Sainte Thérèse (Florence)
Pour les articles homonymes, voir Carmélites de Sainte Thérèse.
Les Carmélites de Sainte Thérèse (de Florence), en latin Sororum Tertii Ordinis Sanctae Teresiae a Iesu, sont une congrégation religieuse féminine enseignante et missionnaire de droit pontifical.

## Historique
La congrégation est fondée le 15 juillet 1874 à San Martino à Campi Bisenzio par Thérèse-Adélaïde Manetti (1846 - 1910) pour l'enseignement et le soin des orphelins.
L'institut reçoit le décret de louange le 13 mars 1900 et son approbation par le Saint-Siège ainsi que de ses constitutions le 27 février 1904. Il obtient l'agrégation à l'Ordre des Carmes Déchaux le 15 octobre 1903. 

## Activités et diffusion
Les Carmélites de Sainte Thérèse se consacrent à l'éducation de la jeunesse et à l'apostolat missionnaire. Selon le vœu de la fondatrice, depuis 1902, des religieuses se dédient à l'adoration perpétuelle dans l'église du Corpus Domini de Florence.
Elles sont présentes en :
- Europe : Italie, République tchèque.
- Moyen-Orient : Israël, Liban.
- Amérique : Brésil.

La maison généralice est à Florence. 
En 2017, la congrégation comptait 140 religieuses dans 15 maisons.